# عثة النمر العملاقة
عثة النمر العملاقة (الاسم العلمي: Hypercompe scribonia)، هي عثة من فصيلة أركتيداي. تنجذب إلى الخضروات المرة غير الناضجة وأزهار البروكلي.
يبلغ طول جناحي هذا النوع من العثة 76 مم (3 بوصات). أجنحتها بيضاء زاهية مع نمط من البقع السوداء الأنيقة، بعضها صلب وبعضها مجوف. الجانب العلوي من البطن أزرق غامق مع علامات برتقالية، بينما الجانب السفلي أبيض مع بقع سوداء صلبة، وللذكور خط أصفر ضيق على الجانبين. أرجلها بها خطوط سوداء وبيضاء. العث البالغ ليلي تمامًا ولا يطير عمومًا قبل حلول الليل.
تتميز هذه الأنواع باختلاف ملحوظ في الحجم بين الجنسين، حيث يصل طول الذكر البالغ إلى حوالي 51 ملم (2 بوصة)، بينما يصل طول الأنثى البالغة إلى 30 ملم (1.2 بوصة). تحتاج عثة النمر إلى عامين لإكمال دورة حياتها. في ولاية ميسوري، تكون الحشرات البالغة على الطيران من مايو إلى سبتمبر وتكون متعددة الأجنحة. أثناء جلسات التزاوج، تغطي أجنحة الذكر معظم بطن الأنثى، مما قد يؤدي أحيانًا إلى فقدان قشور الجناح في الأنثى ويكون له آثار سلبية على كفاءة طيرانها. جلسات التزاوج الخاصة بهم طويلة الأمد بشكل ملحوظ، وتستغرق أكثر من 24 ساعة. يظلون ثابتين في الغالب أثناء العملية بأكملها، لكنهم ينتقلون من مكان إلى آخر لتنظيم درجة حرارتهم، ويمشون إلى مناطق مظللة إذا كانت شديدة الحرارة أو إلى ضوء الشمس إذا كانت شديدة البرودة. يتولى الذكر الحركة، بينما تطوي الأنثى ساقيها لتسهيل حملها.
اما اليرقة او اليسروع من نوع "الدب الصوفي"، ولها طبقة سميكة من الشعيرات السوداء (شعيرات) وشرائط حمراء أو برتقالية بين أجزائها، والتي تصبح واضحة عندما تتدحرج اليرقة على شكل كرة للدفاع عن نفسها. ومثل الدب الصوفي المخطط، فإن شعرها ليس مسببًا للشر أو سامًا ولا يسبب تهيجًا عادةً. تقضي العثة الشتاء على شكل يرقة، غالبًا تحت لحاء الخشب المتحلل. تنمو اليرقة حتى يصل طولها إلى7.6 سم (3 بوصات).

## الإنتشار
عثة النمر العملاقة منتشرة في الولايات الشرقية والجنوبية من الولايات المتحدة الأمريكية. تنتشر في جميع أنحاء أمريكا الشمالية من جنوب أونتاريو، وجنوب وشرق الولايات المتحدة عبر نيو إنجلاند والمكسيك وجنوبًا إلى كولومبيا

## معرض الصور

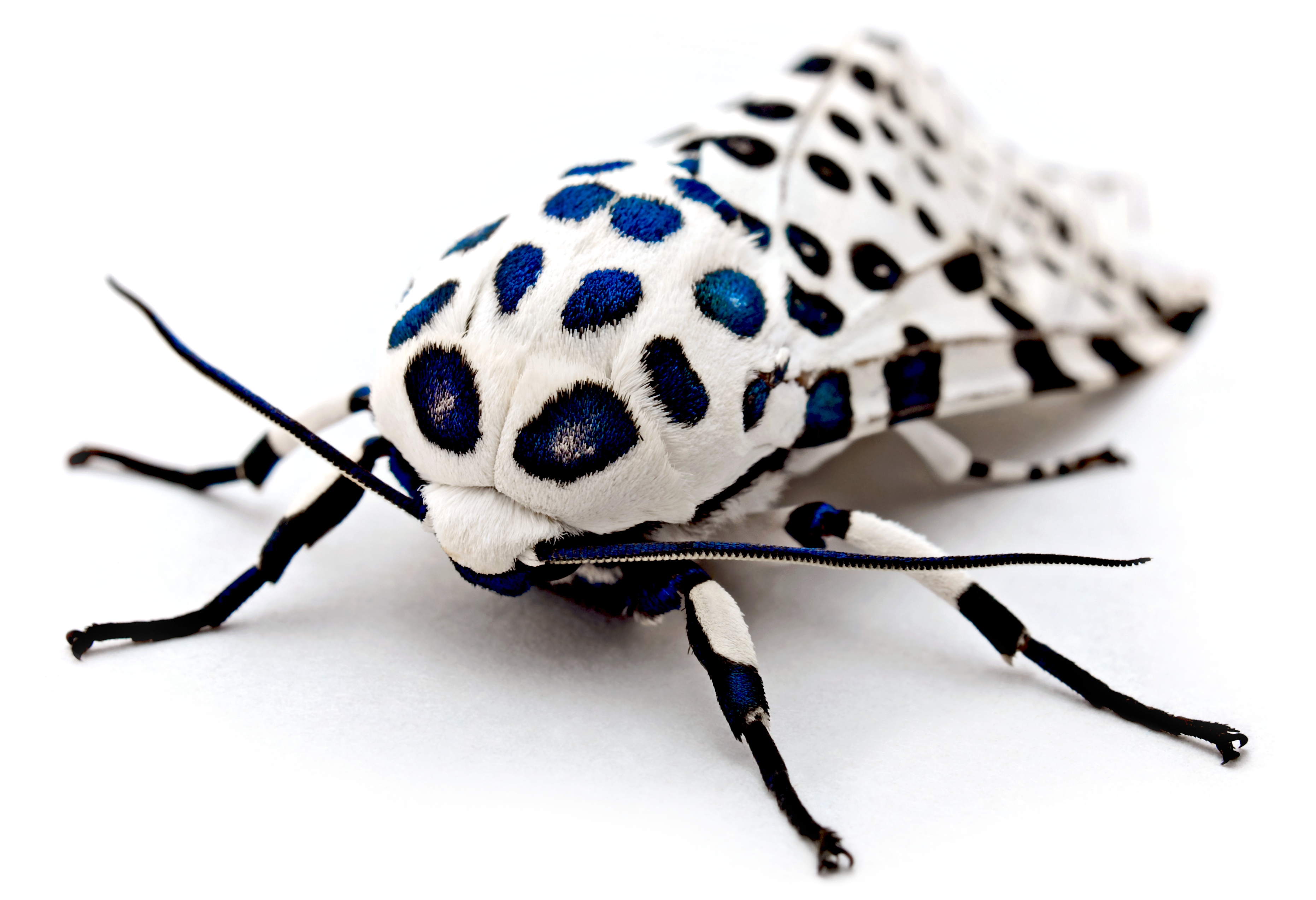
عثة النمر العملاقة
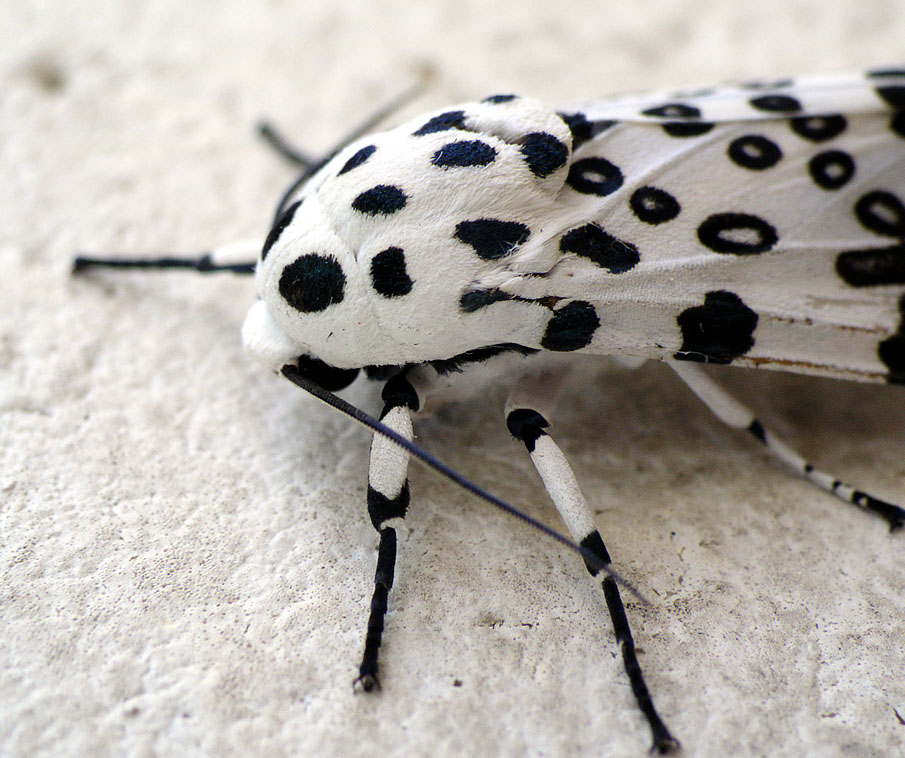
عثة النمر العملاقة، الصدر والرأس عن قرب
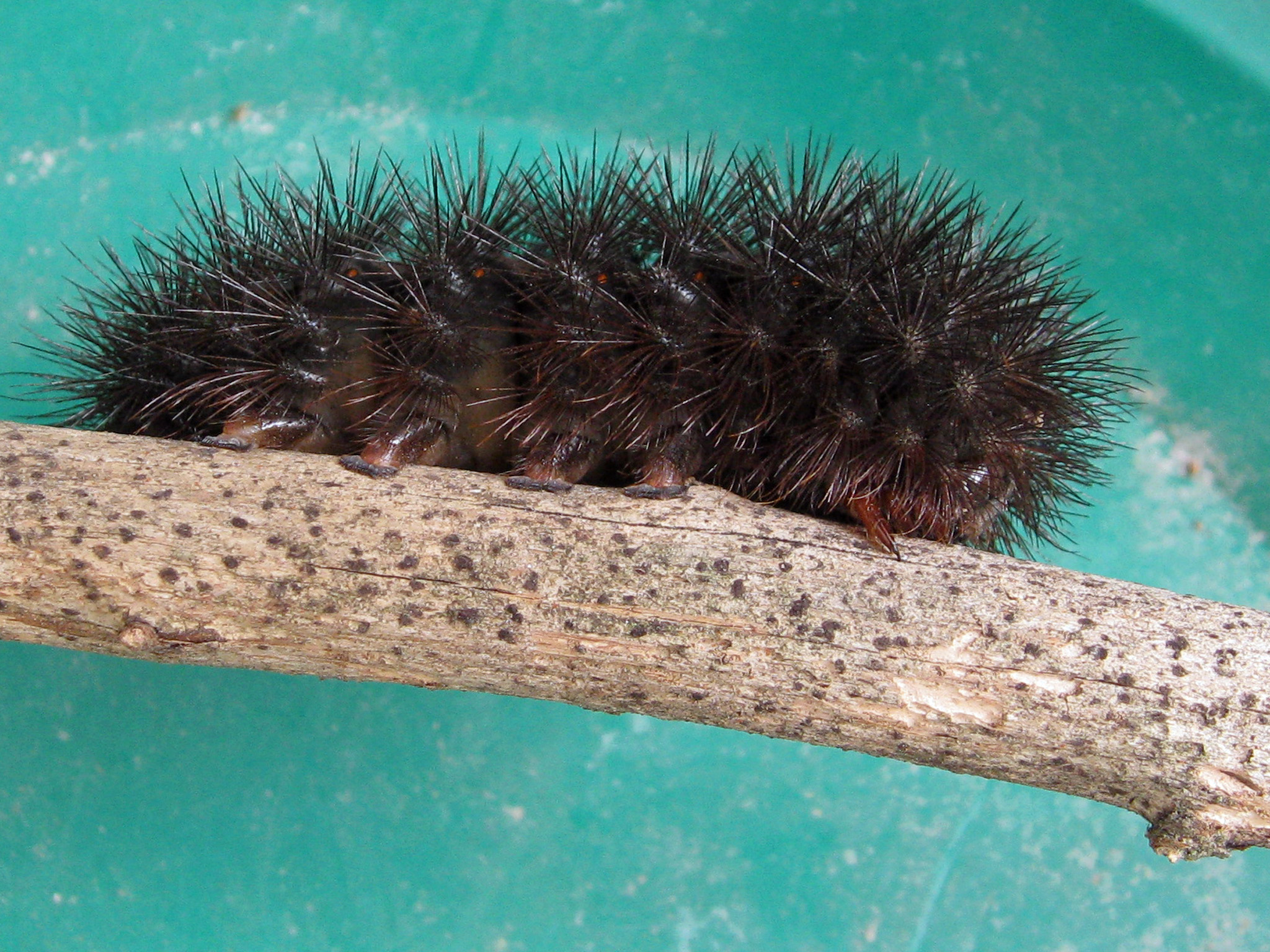
يسروع عثة النمر العملاقة
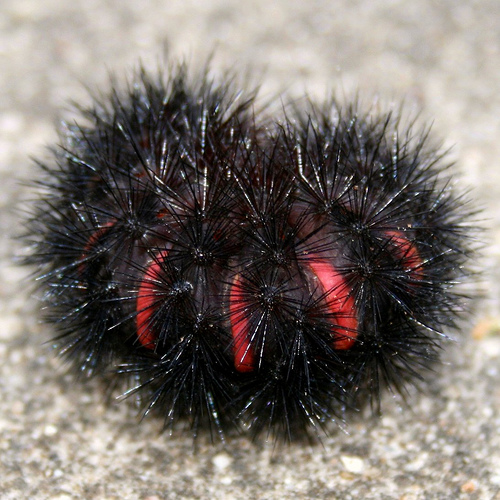
يسروع عثة النمر العملاقة في حالة التكور